# 2015-ös indianapolisi 500
A 99. Indianapolisi 500 mérföldes versenyt 2015. május 24-én rendezték meg az Indianapolis Motor Speedwayen. A programok május harmadikán, az újoncteszttel kezdődtek, majd kilencedikén a belső pályán került sor a Grand Prix of Indianapolisra.
A versenyt a kolumbiai Juan Pablo Montoya nyerte, 2000 után másodszor. Második helyen a Team Penske másik versenyzője, Will Power végzett, mögötte pedig Charlie Kimball, a pole-ból induló Scott Dixon, valamint Graham Rahal értek célba. A legjobb újonc a kolumbiai Gabby Chaves lett. Charlie Kimball pályafutása legjobb Indy 500-helyezését érte el a harmadik pozícióval, Montoya pedig felállított egy rekordot, ugyanis rajta kívül egy versenyzőnek sem telt el tizenöt év két egymást követő győzelme között.
A 2015-ös verseny során láthattunk először egyedi aerocsomagokat a Honda és a Chevrolet részéről a Dallara DW12 kasznikon.

## Előzmények

### Nevezések
- Az 1996-os verseny győztese, Buddy Lazier indulni szeretett volna a versenyen családi csapata, a Lazier Partners Racing színeiben, azonban végül nem vett részt a kvalifikáción.[6]
- Jonathan Byrd II édesapja tiszteletére Jonathan Byrd's Racing néven csapatot indított a 2015-ös versenyen. Az idősebb Byrd, akinek saját kávézója volt, olyan versenyzőket szponzorált korábban, mint Stan Fox, Arie Luyendyk vagy Rich Fogler. A Byrd's Racing versenyzője ezúttal Bryan Clauson volt.[7]
- 2014. november 3-án bejelentették, hogy a Bryan Herta Autosport színeiben Jay Howard is rajthoz áll ezen a versenyen, azonban ez a kísérlet végül meghiúsult, és a csapatot végül egyedül az újonc Gabby Chaves képviselte.[8]
- 2015. április 2-án Simona de Silvestro nevezését is véglegesítették az Andretti Autosportnál.[9]

### Szabályváltozások
- Minden csapat harminchat szett gumit használhatott el a szabadedzések, az időmérő és a verseny során. Ez korábban harminchárom szett volt.
- Az autókban lévő turbó maximális teljesítményét május 11 és 14. között 130 kPa-ban, a Fast Friday és az időmérő alatt 140 kPa-ban, a Carb Day és a futam alatt pedig ismét 130 kPa-ban maximálták.

### Verseny előtti ceremóniák
- 2014. december 22-én derült ki, hogy a Straight No Chaser nevű formáció énekelheti el a Back Home Again in Indiana című dalt. Az együttes Jim Naborst váltotta, aki 2014-ben utoljára teljesítette ezt a feladatot.
- 2015. május 19-én jelentették be a himnuszt eléneklő előadót, Jordin Sparksot.[1]
- A versenyhétvége „Legends Day” elnevezésű programja alatt kitüntetésben részesült a négyszeres Indy 500-győztes Al Unser, Sr..[10]

## Menetrend
Az Indianapolis Motor Speedwayen a programok május harmadikán, az újoncok tesztjével (angolul Rookie Orientation program) kezdődtek, majd hétvégén a belső pályán került sor a Grand Prix of Indianapolisra. A verseny után, 2014-gyel ellentétben anyák napján ezúttal bezárt a pálya. A létesítmény másnap nyitotta meg újra kapuit, ekkor a csapatoknak volt egy egész napjuk átállítani autójukat az oválpályás beállításokra.
Tizenegyedikén ismét tartottak egy újonctesztet, majd keddtől péntekig az edzésekre került sor. Ezután következhetett hétvégén az időmérő, az eredeti terv szerint szombaton és vasárnap. A kvalifikáció szombati része elmaradt, és végül az egészet vasárnap bonyolították le. Magára a versenyre egy héttel az időmérő után került sor.
| Versenynaptár (április-május) | Versenynaptár (április-május) | Versenynaptár (április-május) | Versenynaptár (április-május) | Versenynaptár (április-május) | Versenynaptár (április-május) | Versenynaptár (április-május)     |
| V                             | H                             | K                             | Sze                           | Cs                            | P                             | Szo                               |
| ----------------------------- | ----------------------------- | ----------------------------- | ----------------------------- | ----------------------------- | ----------------------------- | --------------------------------- |
| 25                            | 26                            | 27                            | 29                            | 30                            | 1                             | 2 Mini-Marathon                   |
| 3 ROP Újoncok tesztje         | 4                             | 5                             | 6 Road to Indy teszt          | 7 Grand Prix szabadedzés      | 8 Grand Prix Időmérő          | 9 Angie's List GP of Indianapolis |
| 10 Car conversion day         | 11 ROP Újoncok szabadedzése   | 12 Szabadedzés                | 13 Szabadedzés                | 14 Szabadedzés                | 15 Szabadedzés Fast Friday    | 16 Időmérő                        |
| 17 Pole Day                   | 18 Indy Lights szabadedzés    | 19                            | 20 Community Day              | 21 IL időmérő Briscoe tesztje | 22 Carb Day Freedom 100       | 23 Legends Day Parade             |
| 24 Indianapolis 500           | 25 Memorial Day               | 26                            | 27                            | 28                            | 29                            | 30                                |
| 31                            |                               |                               |                               |                               |                               |                                   |

| Szín     | Jelmagyarázat    |
| -------- | ---------------- |
| Zöld     | Szabadedzés      |
| Sötétkék | Időmérő          |
| Ezüst    | Versenynap       |
| Piros    | Elmaradt program |
| Üres     | Nem volt esemény |

| Szín     | Jelmagyarázat    |
| -------- | ---------------- |
| Zöld     | Szabadedzés      |
| Sötétkék | Időmérő          |
| Ezüst    | Versenynap       |
| Piros    | Elmaradt program |
| Üres     | Nem volt esemény |

## Tesztek

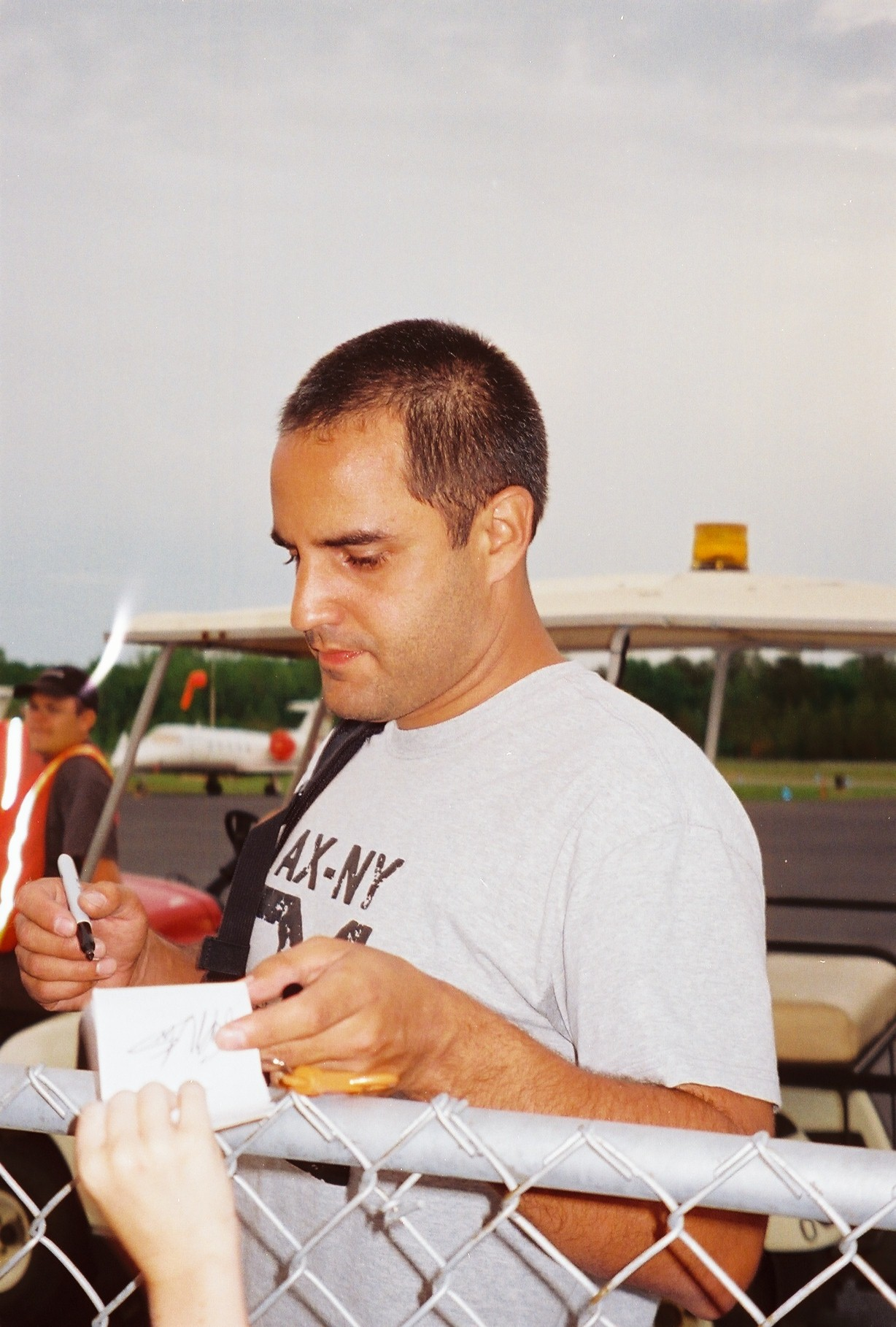
Juan Pablo Montoya volt az első nap leggyorsabbja.

### Újonc és felfrissítő teszt, május 3
Az újoncoknak 10:45-től délig volt lehetőségük teljesíteni az újoncok számára kötelező feladatot. A negyvenkörös teszt három fázisból áll: tíz kör 205-210 mérföld közötti tempóval, majd tizenöt kör 210-215 mérföld közötti sebességen, végül pedig újabb tizenöt kör 215 mérföld/óra felett. Gabby Chaves rögtön teljesítette a tesztet, Stefano Coletti pedig, mivel nem tartózkodott még a helyszínen ekkor, tizenegyedikén végezte el ezt a feladatot.
A felfrissítő gyakorláson Bryan Clauson, Simona de Silvestro, Oriol Servià, Pippa Mann, Justin Wilson, James Jakes, Conor Daly és Sage Karam vettek részt. Mivel Townsend Bell ekkor még egy másik versenyen volt Laguna Secában, az ő autójában ezen a napon Davey Hamilton ült.

### A promóter tesztje
Ugyancsak vasárnap nyílt lehetőség a többi versenyző számára is birtokba venni a pályát, és huszonnyolc autó összesen 1845 kört tett meg baleset nélkül. A 2014-es első napi időhöz képest huszonegyen is jobb időt autóztak. A leggyorsabb Juan Pablo Montoya volt, egyedül autózva, szélárnyék nélkül pedig Hélio Castroneves érte el a legjobb időt.
| Legnagyobb sebességek   | Legnagyobb sebességek | Legnagyobb sebességek | Legnagyobb sebességek | Legnagyobb sebességek | Legnagyobb sebességek |
| Poz.                    | Rajtszám              | Versenyző             | Csapat                | Motor                 | Sebesség              |
| ----------------------- | --------------------- | --------------------- | --------------------- | --------------------- | --------------------- |
| 1                       | 2                     | Juan Pablo Montoya    | Team Penske           | Chevrolet             | 226,772               |
| 2                       | 3                     | Hélio Castroneves     | Team Penske           | Chevrolet             | 226,468               |
| 3                       | 27                    | Marco Andretti        | Andretti Autosport    | Honda                 | 226,268               |
| HIVATALOS EREDMÉNYLISTA |                       |                       |                       |                       |                       |

## Szabadedzések

### Május 11, hétfő

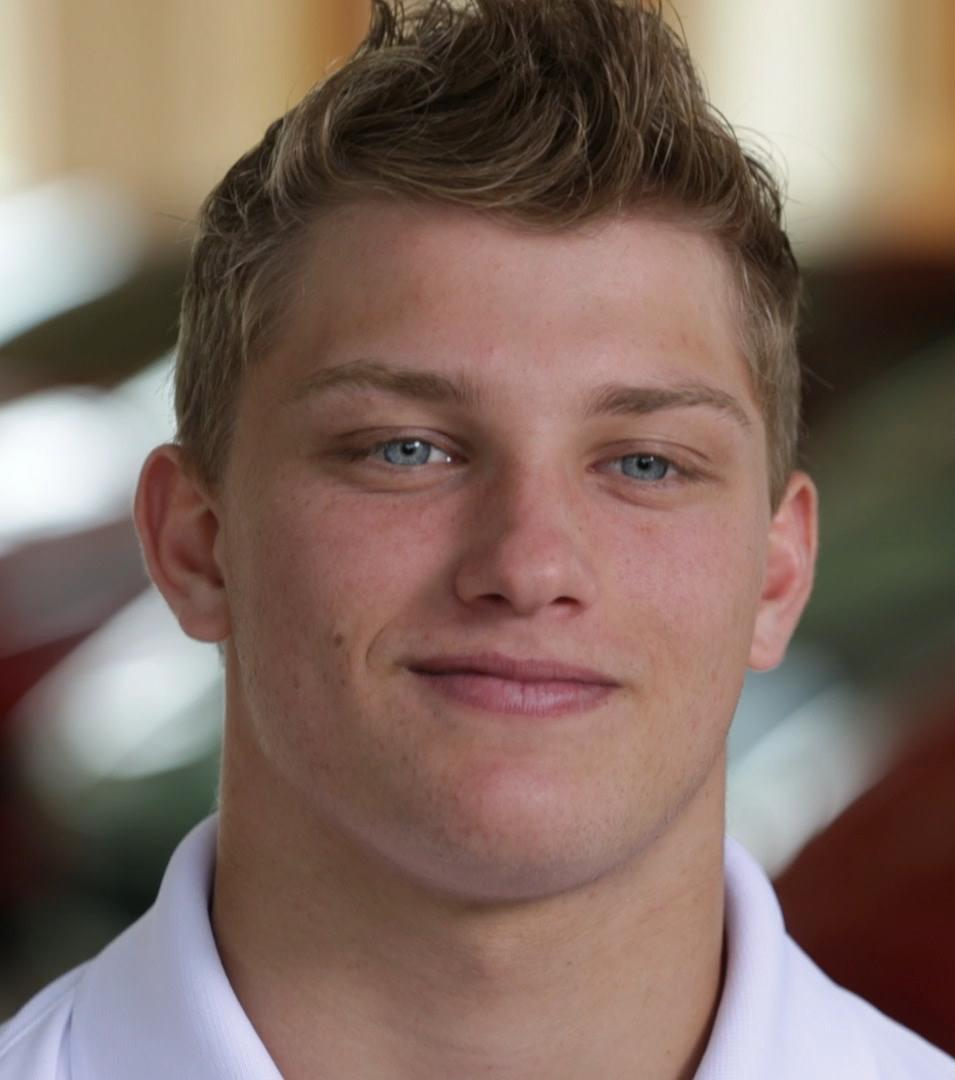
Sage Karam, a hétfői nap leggyorsabbja.

Az első szabadedzés időpontja május tizenegyedike volt. Néhányan ekkor végeztek felfrissítő tesztet, Stefano Coletti pedig ezen a napon végezte el az újonctesztet. Eleinte a felfrissítő tesztet végző J. R. Hildebrand és Townsend Bell álltak az élen, majd egy heves esőzés miatt egy ideig félbeszakadt a gyakorlás. A harminc versenyző által megtett 1084 körből Sage Karamé volt a leggyorsabb 225,802 mérföldes átlagsebességgel. A legjobb nem szélárnyékozással elért idő Karam csapattársa, Scott Dixon nevéhez fűződött.
| Legnagyobb átlagsebességek | Legnagyobb átlagsebességek | Legnagyobb átlagsebességek | Legnagyobb átlagsebességek | Legnagyobb átlagsebességek | Legnagyobb átlagsebességek |
| Poz.                       | Rajtszám                   | Versenyző                  | Csapat                     | Motor                      | Sebesség                   |
| -------------------------- | -------------------------- | -------------------------- | -------------------------- | -------------------------- | -------------------------- |
| 1                          | 8                          | Sage Karam                 | Chip Ganassi Racing        | Chevrolet                  | 225,802                    |
| 2                          | 9                          | Scott Dixon                | Chip Ganassi Racing        | Chevrolet                  | 225,293                    |
| 3                          | 10                         | Tony Kanaan                | Chip Ganassi Racing        | Chevrolet                  | 225,217                    |
| HIVATALOS EREDMÉNYLISTA    |                            |                            |                            |                            |                            |

### Május 12, kedd

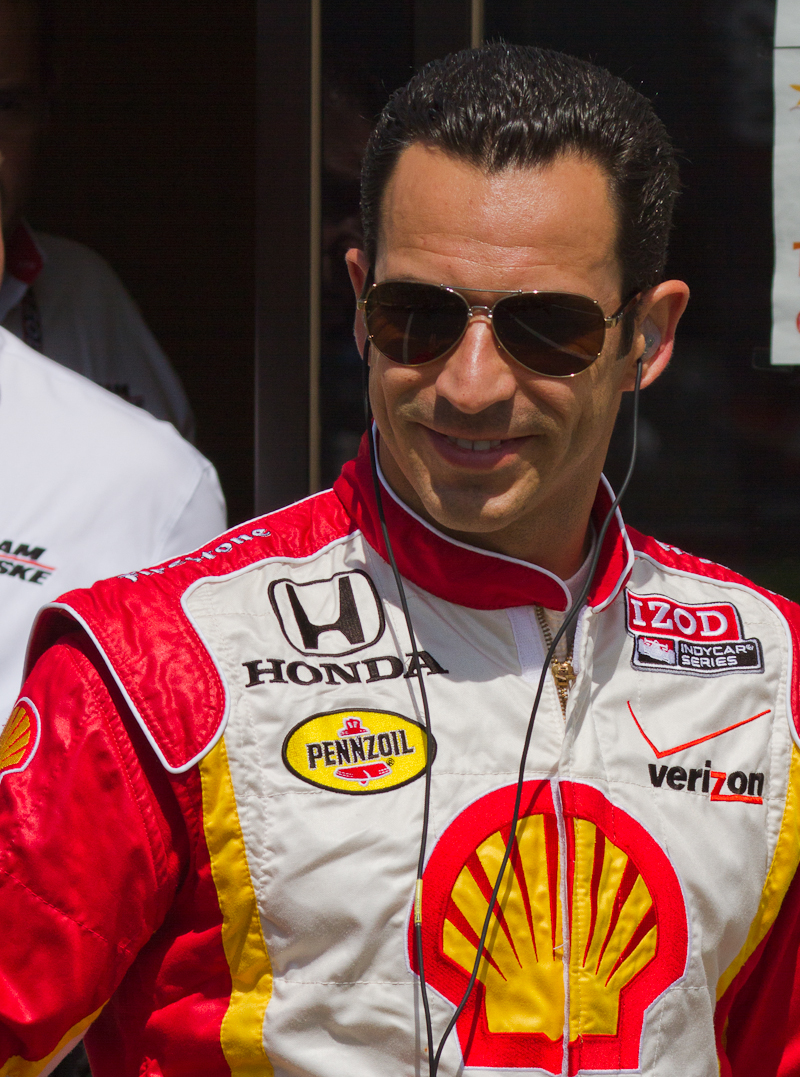
Hélio Castroneves

A második napon több kisebb incidens miatt kellett időről időre megszakítani az edzést, azonban legtöbbször néhány perc után minden akadály elhárult a folytatás elől. Először Simona de Silvestro autója gyulladt ki, a svájci versenyző sértetlenül kiszállt az autóból. Az edzést de Silvestrón kívül is többen kénytelenek voltak idő előtt befejezni: James Jakes és Justin Wilson motorhiba, Jack Hawksworth pedig fékproblémák miatt. A nap leggyorsabbja Hélio Castroneves lett.
| Legnagyobb átlagsebességek | Legnagyobb átlagsebességek | Legnagyobb átlagsebességek | Legnagyobb átlagsebességek | Legnagyobb átlagsebességek | Legnagyobb átlagsebességek |
| Poz.                       | Rajtszám                   | Versenyző                  | Csapat                     | Motor                      | Sebesség                   |
| -------------------------- | -------------------------- | -------------------------- | -------------------------- | -------------------------- | -------------------------- |
| 1                          | 3                          | Hélio Castroneves          | Team Penske                | Chevrolet                  | 227,514                    |
| 2                          | 22                         | Simon Pagenaud             | Team Penske                | Chevrolet                  | 227,382                    |
| 3                          | 9                          | Scott Dixon                | Chip Ganassi Racing        | Chevrolet                  | 226,769                    |
| HIVATALOS EREDMÉNYLISTA    |                            |                            |                            |                            |                            |

### Május 13, szerda

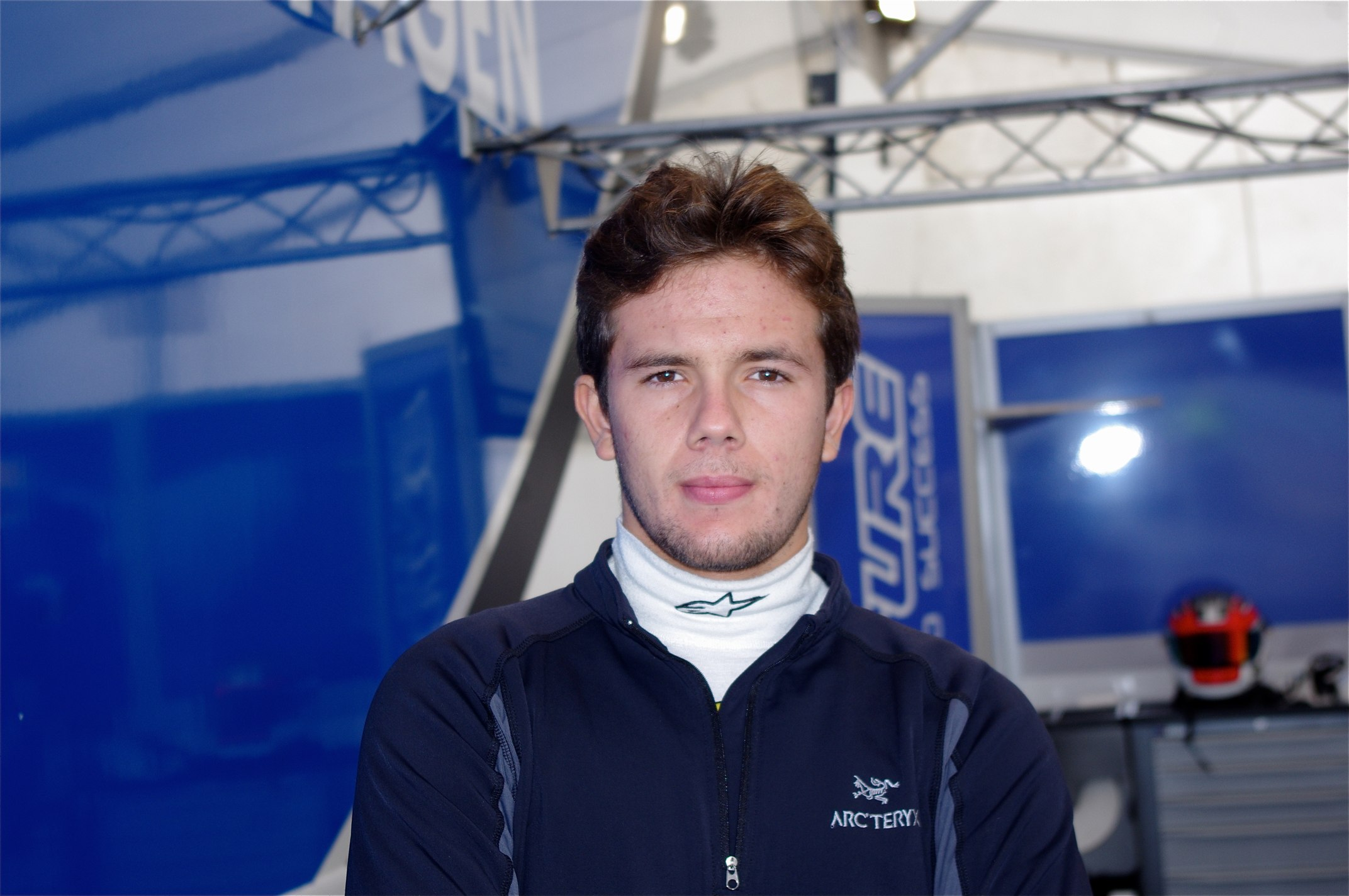
Carlos Muñoz áttörte a 230 mérföldes álomhatárt

A 2015-ös Indy 500 első komolyabb balesete szerdán történt. Hélio Castroneves az egyes kanyarban megpörgött, majd falhoz csapta az autót. A hátrafelé csúszó jármű alá kapott a levegő, és fejjel lefelé ért földet. Castroneves nem sérült meg a baleset során. A másik baleset elszenvedője Pippa Mann volt, aki egy kicsúszás után előbb a pálya belső falát, majd a boxutcafal legelején található, viszonylag keskeny energiaelnyelő részt találta el. A nap győztese Carlos Muñoz lett, aki először jutott 230 mérföldes átlagsebesség fölé.
| Legnagyobb átlagsebességek | Legnagyobb átlagsebességek | Legnagyobb átlagsebességek | Legnagyobb átlagsebességek | Legnagyobb átlagsebességek | Legnagyobb átlagsebességek |
| Poz.                       | Rajtszám                   | Versenyző                  | Csapat                     | Motor                      | Sebesség                   |
| -------------------------- | -------------------------- | -------------------------- | -------------------------- | -------------------------- | -------------------------- |
| 1                          | 26                         | Carlos Muñoz               | Andretti Autosport         | Honda                      | 230,121                    |
| 2                          | 24                         | Townsend Bell              | Dreyer & Reinbold Racing   | Chevrolet                  | 228,969                    |
| 3                          | 10                         | Tony Kanaan                | Chip Ganassi Racing        | Chevrolet                  | 228,172                    |
| HIVATALOS EREDMÉNYLISTA    |                            |                            |                            |                            |                            |

### Május 14, csütörtök

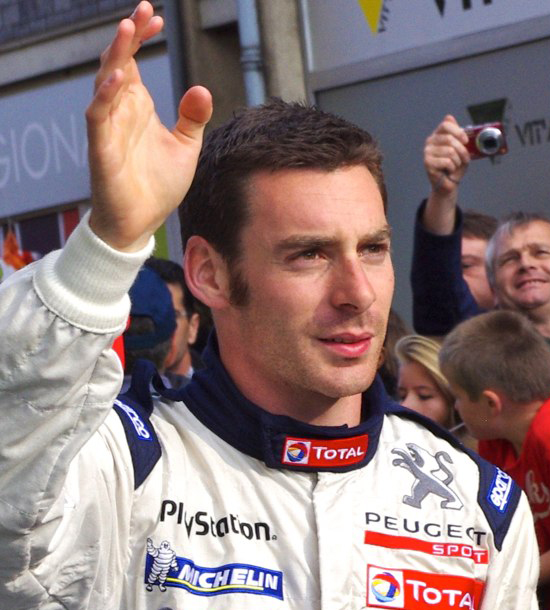
Simon Pagenaud

Csütörtökön történt a második komoly baleset. Josef Newgarden egy megpörgés után falnak csapódott, majd az ütközés után Castroneveséhez hasonlóan a levegőbe emelkedett az autó. Ezt követően a felügyelők tüzetesen átvizsgálták a Chevrolet aerocsomagját.
A nap leggyorsabbja, akár az összesített eredménylistát, akár a szélárnyékozás nélkül elért sebességeket nézzük, Simon Pagenaud volt. A csütörtöki nap végére már összesen harmincnégyféle variációban köröztek a pilóták és az autók Indianapolisban, beleértve Buddy Lazier-t, aki először gurult a pályára.
| Legnagyobb sebességek   | Legnagyobb sebességek | Legnagyobb sebességek | Legnagyobb sebességek | Legnagyobb sebességek | Legnagyobb sebességek |
| Poz.                    | Rajtszám              | Versenyző             | Csapat                | Motor                 | Sebesség              |
| ----------------------- | --------------------- | --------------------- | --------------------- | --------------------- | --------------------- |
| 1                       | 22                    | Simon Pagenaud        | Team Penske           | Chevrolet             | 228,793               |
| 2                       | 26                    | Carlos Muñoz          | Andretti Autosport    | Honda                 | 228,126               |
| 3                       | 8                     | Sage Karam            | Chip Ganassi Racing   | Chevrolet             | 227,683               |
| HIVATALOS EREDMÉNYLISTA |                       |                       |                       |                       |                       |

### Fast Friday, május 15

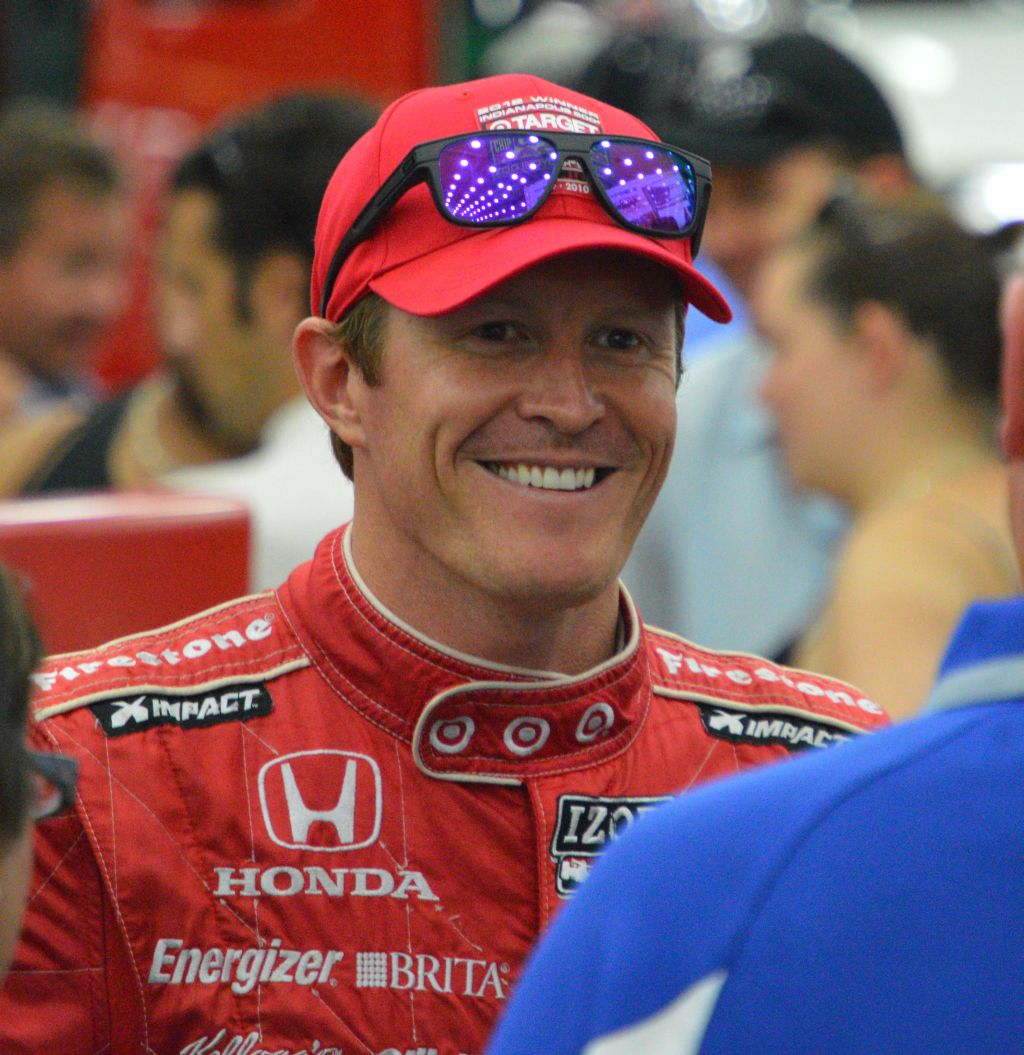
Scott Dixoné a leggyorsabb egyedül futott kör.

A Fast Fridayen ismét Simon Pagenaud volt a leggyorsabb, mögötte Scott Dixonnal és Tony Kanaannal. Mindhárman 230 mérföld feletti átlagsebességet produkáltak. Dixon 230,655-ös átlaga a legnagyobb sebesség, amit szélárnyék nélkül futottak.
| Legnagyobb sebességek   | Legnagyobb sebességek | Legnagyobb sebességek | Legnagyobb sebességek | Legnagyobb sebességek | Legnagyobb sebességek |
| Poz.                    | Rajtszám              | Versenyző             | Csapat                | Motor                 | Sebesség              |
| ----------------------- | --------------------- | --------------------- | --------------------- | --------------------- | --------------------- |
| 1                       | 22                    | Simon Pagenaud        | Team Penske           | Chevrolet             | 230,698               |
| 2                       | 9                     | Scott Dixon           | Chip Ganassi Racing   | Chevrolet             | 230,655               |
| 3                       | 10                    | Tony Kanaan           | Chip Ganassi Racing   | Chevrolet             | 230,457               |
| HIVATALOS EREDMÉNYLISTA |                       |                       |                       |                       |                       |

## Kvalifikáció

### Szombat
A kvalifikáció érdemi részét eredetileg szombaton tervezték lebonyolítani. Rögtön az időmérő elején Hélio Castroneves futott egy nem hivatalosan 233,474 mérföldes kört, ami a leggyorsabb volt 1996 óta. Hivatalos mért kört hárman teljesítettek, Ryan Hunter-Reay, Scott Dixon és Carlos Huertas, de Dixon köre alatt elkezdett esni az eső, és mivel nem is állt el, így a szervezők vasárnapra halasztották a teljes kvalifikációt.
| Szombati eredmények | Szombati eredmények | Szombati eredmények | Szombati eredmények | Szombati eredmények | Szombati eredmények | Szombati eredmények | Szombati eredmények |
| Poz.                | Rajtszám            | Versenyző           | Csapat              | Motor               | Sebesség            | Megjegyzés          |                     |
| ------------------- | ------------------- | ------------------- | ------------------- | ------------------- | ------------------- | ------------------- | ------------------- |
| 1                   | 28                  | Ryan Hunter-Reay    | Andretti Autosport  | Honda               | 229,845             | Törölve             |                     |
| 2                   | 18                  | Carlos Huertas      | Dale Coyne Racing   | Honda               | 228,235             | Törölve             |                     |
| 3                   | 9                   | Scott Dixon         | Chip Ganassi Racing | Chevrolet           | Befejezetlen kör    | Törölve             |                     |

### Vasárnap
A vasárnapi program eredetileg egy edzésből, az időmérőből és az első helyek sorsát eldönteni hivatott Fast Nine-ból állt volna. Azonban miután Ed Carpenter is a Castronevesére és Newgardenére hasonlító balesetet szenvedett, a versenyigazgatóság azonnal félbeszakította a gyakorlást. A több órára elhalasztott időmérőre extra biztonsági intézkedéseket vezettek be, a pilótáknak a valamivel visszafogottabb versenybeállításokkal kellett teljesíteni a kvalifikációt, valamint nem lehetett használni a turbó extrateljesítményét sem, csak az edzéseken tapasztalt hatasfokon üzemelhetetett az eszköz. Ezen kívül elmaradt a Fast Nine is.
A kvalifikáció során mindenki egyszer próbálkozhatott, és egy szétlövés során az utolsó három helyért négy autó versenyezhetett. A leggyorsabb Scott Dixon lett 226,760 mérföldes átlaggal, aki harmadikként hajtott ki a boxból.
| Vasárnapi eredmények    | Vasárnapi eredmények | Vasárnapi eredmények | Vasárnapi eredmények             | Vasárnapi eredmények | Vasárnapi eredmények | Vasárnapi eredmények | Vasárnapi eredmények |                      |
| Fix pozíciók (1-30.)    | Fix pozíciók (1-30.) | Fix pozíciók (1-30.) | Fix pozíciók (1-30.)             | Fix pozíciók (1-30.) | Fix pozíciók (1-30.) | Fix pozíciók (1-30.) | Fix pozíciók (1-30.) | Fix pozíciók (1-30.) |
| Poz.                    | Rajtszám             | Versenyző            | Csapat                           | Motor                | Sebesség             |                      |                      |                      |
| ----------------------- | -------------------- | -------------------- | -------------------------------- | -------------------- | -------------------- | -------------------- | -------------------- | -------------------- |
| 1                       | 9                    | Scott Dixon          | Chip Ganassi Racing              | Chevrolet            | 226,760              |                      |                      |                      |
| 2                       | 1                    | Will Power           | Team Penske                      | Chevrolet            | 226,350              |                      |                      |                      |
| 3                       | 22                   | Simon Pagenaud       | Penske RacingTeam Penske         | Chevrolet            | 226,145              |                      |                      |                      |
| 4                       | 10                   | Tony Kanaan          | Chip Ganassi Racing              | Chevrolet            | 225,503              |                      |                      |                      |
| 5                       | 3                    | Hélio Castroneves    | Team Penske                      | Chevrolet            | 225,502              |                      |                      |                      |
| 6                       | 25                   | Justin Wilson        | Andretti Autosport               | Honda                | 225,279              |                      |                      |                      |
| 7                       | 11                   | Sébastien Bourdais   | KV Racing Technology             | Chevrolet            | 225,193              |                      |                      |                      |
| 8                       | 27                   | Marco Andretti       | Andretti Autosport               | Honda                | 225,189              |                      |                      |                      |
| 9                       | 21                   | Josef Newgarden      | CFH Racing                       | Chevrolet            | 225,187              |                      |                      |                      |
| 10                      | 6                    | J. R. Hildebrand     | CFH Racing                       | Chevrolet            | 225,099              |                      |                      |                      |
| 11                      | 26                   | Carlos Muñoz         | Andretti Autosport               | Honda                | 225,042              |                      |                      |                      |
| 12                      | 20                   | Ed Carpenter         | CFH Racing                       | Chevrolet            | 224,883              |                      |                      |                      |
| 13                      | 32                   | Oriol Servià         | Rahal Letterman Lanigan Racing   | Honda                | 224,777              |                      |                      |                      |
| 14                      | 83                   | Charlie Kimball      | Chip Ganassi Racing              | Chevrolet            | 224,743              |                      |                      |                      |
| 15                      | 2                    | Juan Pablo Montoya   | Team Penske                      | Chevrolet            | 224,657              |                      |                      |                      |
| 16                      | 28                   | Ryan Hunter-Reay     | Andretti Autosport               | Honda                | 224,573              |                      |                      |                      |
| 17                      | 15                   | Graham Rahal         | Rahal Letterman Lanigan Racing   | Honda                | 224,290              |                      |                      |                      |
| 18                      | 18                   | Carlos Huertas       | Dale Coyne Racing                | Honda                | 224,233              |                      |                      |                      |
| 19                      | 29                   | Simona de Silvestro  | Andretti Autosport               | Honda                | 223,838              |                      |                      |                      |
| 20                      | 7                    | James Jakes          | Schmidt Peterson Motorsports     | Honda                | 223,790              |                      |                      |                      |
| 21                      | 19                   | Tristan Vautier      | Dale Coyne Racing                | Honda                | 223,747              |                      |                      |                      |
| 22                      | 48                   | Alex Tagliani        | A. J. Foyt Enterprises           | Honda                | 223,722              |                      |                      |                      |
| 23                      | 8                    | Sage Karam           | Chip Ganassi Racing              | Chevrolet            | 223,595              |                      |                      |                      |
| 24                      | 5                    | James Hinchcliffe    | Schmidt Peterson Motorsports     | Honda                | 223,519              |                      |                      |                      |
| 25                      | 43                   | Conor Daly           | Schmidt Peterson Motorsports     | Honda                | 223,482              |                      |                      |                      |
| 26                      | 24                   | Townsend Bell        | Dreyer & Reinbold Kingdom Racing | Chevrolet            | 223,447              |                      |                      |                      |
| 27                      | 14                   | Szató Takuma         | A. J. Foyt Enterprises           | Honda                | 223,226              |                      |                      |                      |
| 28                      | 63                   | Pippa Mann           | Dale Coyne Racing                | Honda                | 223,104              |                      |                      |                      |
| 29                      | 98                   | Gabby Chaves (Ú)     | Bryan Herta Autosport            | Honda                | 222,916              |                      |                      |                      |
| 30                      | 17                   | Sebastián Saavedra   | Chip Ganassi Racing              | Chevrolet            | 222,898              |                      |                      |                      |
| Nem fix pozíciók        |                      |                      |                                  |                      |                      |                      |                      |                      |
| 31                      | 41                   | Jack Hawksworth      | A. J. Foyt Enterprises           | Honda                | 222,787              |                      |                      |                      |
| 32                      | 4                    | Stefano Coletti (Ú)  | KV Racing Technology             | Chevrolet            | 221,912              |                      |                      |                      |
| 33                      | 88                   | Bryan Clauson        | Jonathan Byrd's Racing           | Chevrolet            | 220,523              |                      |                      |                      |
| Nem kvalifikált         |                      |                      |                                  |                      |                      |                      |                      |                      |
| —                       | 91                   | Buddy Lazier (Gy)    | Lazier Partners Racing           | Chevrolet            | Kísérlet nélkül      |                      |                      |                      |
| HIVATALOS EREDMÉNYLISTA |                      |                      |                                  |                      |                      |                      |                      |                      |

#### Utolsó sor
Az utolsó sor pozícióiért egy negyvenöt perces szétlövést rendeztek, ahol az utolsó helyezett nem indulhatott a versenyen.
| 31-33. helyezettek | 31-33. helyezettek | 31-33. helyezettek  | 31-33. helyezettek     | 31-33. helyezettek | 31-33. helyezettek | 31-33. helyezettek | 31-33. helyezettek | 31-33. helyezettek |
| Poz.               | Rajtszám           | Versenyző           | Csapat                 | Motor              | Sebesség           |                    |                    |                    |
| ------------------ | ------------------ | ------------------- | ---------------------- | ------------------ | ------------------ | ------------------ | ------------------ | ------------------ |
| 31                 | 41                 | Jack Hawksworth     | A. J. Foyt Enterprises | Honda              | 223,738            |                    |                    |                    |
| 32                 | 4                  | Stefano Coletti (Ú) | KV Racing Technology   | Chevrolet          | 222,001            |                    |                    |                    |
| 33                 | 88                 | Bryan Clauson       | Jonathan Byrd's Racing | Chevrolet          | 221,358            |                    |                    |                    |
| Nem kvalifikált    |                    |                     |                        |                    |                    |                    |                    |                    |
| —                  | 91                 | Buddy Lazier (Gy)   | Lazier Partners Racing | Chevrolet          | 220,153            |                    |                    |                    |

## Tesztek a kvalifikáció után

### Május 18
A verseny utáni hétfőre, május tizennyolcadikára is beiktattak egy tesztet, fél egytől négy óráig. Ezen a gyakorláson is történt egy súlyos baleset, amikor a Juan Pablo Montoya mögött haladó James Hinchcliffe autójának jobb első kerekén egyszer csak eltört a felfüggesztés, és igen meredek szögben a falnak csapódott. Az autó jobb oldala a felismerhetetlenségig összeroncsolódott, és bár Hinchcliffe eszméleténél volt, nem tudott kiszállni az autóból, ugyanis a felfüggesztés egy darabja átszúrta a combját, emiatt pedig rengeteg vért is vesztett. Az IndyCar és a szintén pályán lévő Indy Lights gyakorlását azonnal félbeszakították, mialatt elvégezték a SAFER falon a szükséges javításokat.
Ezután átszervezték a programot, és rögtön az Indy Lights gyakorlása következett, majd négytől az IndyCar pilótái róhatták a köröket. A nap leggyorsabbja Sage Karam volt 227,831 mérfölddel.
| Legnagyobb sebességek   | Legnagyobb sebességek | Legnagyobb sebességek | Legnagyobb sebességek | Legnagyobb sebességek | Legnagyobb sebességek |
| Poz.                    | Rajtszám              | Versenyző             | Csapat                | Motor                 | Sebesség              |
| ----------------------- | --------------------- | --------------------- | --------------------- | --------------------- | --------------------- |
| 1                       | 8                     | Sage Karam            | Chip Ganassi Racing   | Chevrolet             | 227,831               |
| 2                       | 9                     | Scott Dixon           | Chip Ganassi Racing   | Chevrolet             | 226,542               |
| 3                       | 6                     | J. R. Hildebrand      | CFH Racing            | Chevrolet             | 226,308               |
| HIVATALOS EREDMÉNYLISTA |                       |                       |                       |                       |                       |

### Briscoe tesztje
A Hinchcliffe helyére beugró, egy évvel korábban még a teljes szezonban versenyző Ryan Briscoe számára a szervezők egy extra egyórás gyakorlást engedélyeztek, melyre május huszonegyedikén került sor.

### Carb Day
A Carb Day legelején derült ki, hogy Carlos Huertas egészségügyi problémák miatt nem állhat rajthoz, helyére a francia Tristan Vautier került, de csak a rajtrács utolsó sorából indulhatott.
A gyakorlást Will Power nyerte Scott Dixon és Tony Kanaan előtt.
| Legnagyobb sebességek   | Legnagyobb sebességek | Legnagyobb sebességek | Legnagyobb sebességek | Legnagyobb sebességek | Legnagyobb sebességek |
| Poz.                    | Rajtszám              | Versenyző             | Csapat                | Motor                 | Sebesség              |
| ----------------------- | --------------------- | --------------------- | --------------------- | --------------------- | --------------------- |
| 1                       | 1                     | Will Power            | Team Penske           | Chevrolet             | 229,020               |
| 2                       | 9                     | Scott Dixon           | Chip Ganassi Racing   | Chevrolet             | 228,585               |
| 3                       | 10                    | Tony Kanaan           | Chip Ganassi Racing   | Chevrolet             | 228,490               |
| HIVATALOS EREDMÉNYLISTA |                       |                       |                       |                       |                       |

## Rajtrács
(Ú) = Indy 500-újonc; (Gy) = Korábbi győztes
| Sor | Belül | Belül                 | Középen | Középen                | Kívül | Kívül                   |
| --- | ----- | --------------------- | ------- | ---------------------- | ----- | ----------------------- |
| 1.  | 9     | Scott Dixon (Gy)      | 1       | Will Power             | 22    | Simon Pagenaud          |
| 2.  | 10    | Tony Kanaan (Gy)      | 3       | Hélio Castroneves (Gy) | 25    | Justin Wilson           |
| 3.  | 11    | Sébastien Bourdais    | 27      | Marco Andretti         | 21    | Josef Newgarden         |
| 4.  | 6     | J. R. Hildebrand      | 26      | Carlos Muñoz           | 20    | Ed Carpenter            |
| 5.  | 32    | Oriol Servià          | 83      | Charlie Kimball        | 2     | Juan Pablo Montoya (Gy) |
| 6.  | 28    | Ryan Hunter-Reay (Gy) | 15      | Graham Rahal           | 29    | Simona de Silvestro     |
| 7.  | 7     | James Jakes           | 48      | Alex Tagliani          | 8     | Sage Karam              |
| 8.  | 43    | Conor Daly            | 24      | Townsend Bell          | 14    | Szató Takuma            |
| 9.  | 63    | Pippa Mann            | 98      | Gabby Chaves (Ú)       | 17    | Sebastián Saavedra      |
| 10. | 41    | Jack Hawksworth       | 4       | Stefano Coletti (Ú)    | 88    | Bryan Clauson           |
| 11. | 5     | Ryan Briscoe²         | 18      | Tristan Vautier³       | 19    | James Davison1          |

Megjegyzések
1 James Davison 19-es rajtszámú autóját Tristan Vautier kvalifikálta, mivel Davison a Pirelli World Challenge versenyén vett részt a Canadian Tire Motorsport Parkban. Az autókra vonatkozó szabályok miatt Davisonnak a mezőny végéről kellett rajtolnia.
² James Hinchcliffe az ötös rajtszámú autóval eredetileg huszonnegyedikként zárt a kvalifikáción, azonban később súlyos sérülést szenvedett, így a versenyen nem állhatott rajthoz. A Schmidt Peterson Motorsports Ryan Briscoe-t nevezte meg Hinchcliffe helyettesként, aki szintén az utolsó sorból rajtolhatott
³ Carlos Huertas egy fertőzés miatt szintén nem indulhatott a futamon, az ő autójába Tristan Vautier ült be.

### Érdekesség
- Miután Buddy Lazier nem kvalifikálta magát a versenyre, egyetlen olyan pilóta sem volt a mezőnyben, aki már a kilencvenes években is rajthoz állt volna ezen a versenyen. A legkorábbi indulás Juan Pablo Montoya nevéhez fűződik 2000-ből.

## A verseny

### Összefoglaló
A napos, kellemesen meleg időben néhány versenyzőnek már a felvezető körökben problémái akadtak. A kanadai Alex Tagliani autója egy ideig nem vett be semmilyen sebességet, később azonban sikerült megoldani a problémát. Conor Daly már nem járt ilyen jól, neki a motor felől kisebb lángnyelvek törtek ki az autóból, emiatt gyorsan le kellett parkolnia az autóját. Daly számára így nulla megtett körrel ért véget a 2015-ös Indy 500.
A mezőny a Jeff Gordon vezette Pace Car kiállása után Scott Dixonnal az élen kezdte meg a rá váró kétszáz kört. Gordonnak nagyon gyorsan vissza kellett jönnie, ugyanis Sage Karam és Szató Takuma rögtön az első kanyarban összeakadtak, és a második 500 mérföldes versenyén induló Karamnek fel is kellett adnia a futamot. Bár Szató bal első felfüggesztése is félig eltört, ő tovább tudott menni, és végül célba is ért. A sárgazászlós periódus alatt a középmezőnyben autózó Juan Pablo Montoya autójába hátulról belerohant Simona de Silvestro, emiatt Montoya hátsó légterelő elemei közül letört egy darab, és az első adandó alkalommal, amikor megnyitott a boxutca, be kellett mennie lecseréltetni a sérült hátsó szárnyat. A Team Penske szerelői gyors munkát végeztek, így a kolumbiai még körhátrány nélkül eredhetett a mezőny után, és kezdhette meg a felzárkózást.
A következő alkalommal a hatvannegyedik körben lengett a sárga zászló, amikor Bryan Clauson vesztette el uralmát autója felett, és csapódott a falnak. A boxutcai kavarodás során egy ideig a háromszoros győztes Hélio Castroneves is vezetett, azonban amikor mindenki elvégezte a szükséges kiállását, Simon Pagenaud állt az élre.
A száztizenharmadik körben ismét pályára kellett hajtania Jeff Gordonnak, ekkor ugyanis Ed Carpenter és Oriol Servià ütközött össze, aminek következtében mindketten kiestek. A sárga zászló alatt természetesen rengetegen ismét kilátogattak a boxba, itt is történt egy kisebb incidens, ugyanis az éppen kifelé igyekvő James Davison összeütközött Pippa Mann-nel. Davison instabil autója ezt követően Tristan Vautier-vel találkozott, majd kipörgött, és elütötte csapata, a Dale Coyne Racing egyik szerelőjét. Később kiderült, hogy a szerelő bokatörést szenvedett. A 122. körben, az újraindítás után Power, Pagenaud, Dixon és Kanaan állt az első négy helyen.
A negyedik baleset a 153. körben történt, amikor a boxból épp csak kijövő, immár módosított szárnnyal közlekedő Tony Kanaan is a falnak csapta autóját. Rövid ideig még Alex Tagliani is vezetett, azonban végül ő is kiállt tankolni. A 160. körben Montoya is felért az élmezőnybe, így végül nem volt súlyos következménye a Mann-nel történt afférnak. A 176. körben Simon Pagenaud eltalálta Justin Wilson autójának hátulját, emiatt megsérült Pagenaud első szárnya, és rohamosan esett vissza a mezőnyben. Mindössze három kanyarral később került sor a verseny legsúlyosabb balesetére, amikor Jack Hawksworth és Sebastián Saavedra egymástól függetlenül, bár közvetlenül egymás mögött megforogtak, és mindketten a falban végezték. Hawksworth sérülés nélkül megúszta, azonban Saavedra ideális ívre visszapörgő autóját nem tudta elkerülni Stefano Coletti, és oldalról eltalálta Saavedra autójának orr-részét, ahol a versenyzők lába található. Saavedra egy ideig nem tudott kiszállni az autójából, félő volt, hogy esetleg eltörte a lábát. A hivatalos információk végül csak zúzódásokról szóltak.
Az utolsó tizenhat körre Power vezetésével lendültek neki. Innentől a leintésig négyszer változott az élen álló versenyző személye közte, Dixon és Montoya között. Négy körrel a leintés előtt Montoya megelőzte Powert, és innentől már nem is adta át másnak az első helyet, és megnyerte a versenyt. Montoya a 2000-es verseny után pályafutása során másodszor diadalmaskodott, ez a legnagyobb eltelt idő két egymást követő Indy 500-as győzelem között.

### Végeredmény
| Poz.                  | Rajtszám | Versenyző             | Csapat                           | Motor     | Körök | Idő/Kiesés oka | Boxkiállás | Rajtrács | Körök az élen | Pont |
| --------------------- | -------- | --------------------- | -------------------------------- | --------- | ----- | -------------- | ---------- | -------- | ------------- | ---- |
| 1                     | 2        | Juan Pablo Montoya Gy | Team Penske                      | Chevrolet | 200   | 3:05:56.5286   | 9          | 15       | 9             | 101  |
| 2                     | 1        | Will Power            | Team Penske                      | Chevrolet | 200   | +0.1046        | 6          | 2        | 23            | 81   |
| 3                     | 83       | Charlie Kimball       | Chip Ganassi Racing              | Chevrolet | 200   | +0.795         | 6          | 14       | 10            | 71   |
| 4                     | 9        | Scott Dixon Gy        | Chip Ganassi Racing              | Chevrolet | 200   | +1.0292        | 6          | 1        | 84            | 67   |
| 5                     | 15       | Graham Rahal          | Rahal Letterman Lanigan Racing   | Honda     | 200   | +2.3122        | 6          | 17       |               | 60   |
| 6                     | 27       | Marco Andretti        | Andretti Autosport               | Honda     | 200   | +2.5388        | 6          | 8        |               | 56   |
| 7                     | 3        | Hélio Castroneves Gy  | Team Penske                      | Chevrolet | 200   | +2.7821        | 6          | 5        | 2             | 53   |
| 8                     | 6        | JR Hildebrand         | CFH Racing                       | Chevrolet | 200   | +3.5631        | 7          | 10       |               | 48   |
| 9                     | 21       | Josef Newgarden       | CFH Racing                       | Chevrolet | 200   | +4.0281        | 6          | 9        |               | 44   |
| 10                    | 22       | Simon Pagenaud        | Team Penske                      | Chevrolet | 200   | +4.2148        | 7          | 3        | 35            | 41   |
| 11                    | 11       | Sébastien Bourdais    | KVSH Racing                      | Chevrolet | 200   | +5.3067        | 6          | 7        |               | 38   |
| 12                    | 5        | Ryan Briscoe          | Schmidt Peterson Motorsports     | Honda     | 200   | +5.6687        | 7          | 31       |               | 36   |
| 13                    | 14       | Szató Takuma          | A. J. Foyt Enterprises           | Honda     | 200   | +6.1678        | 10         | 24       |               | 34   |
| 14                    | 24       | Townsend Bell         | Dreyer & Reinbold Kingdom Racing | Chevrolet | 200   | +8.5005        | 6          | 23       |               | 32   |
| 15                    | 28       | Ryan Hunter-Reay Gy   | Andretti Autosport               | Honda     | 200   | +9.6481        | 6          | 16       |               | 30   |
| 16                    | 98       | Gabby Chaves Ú        | Bryan Herta Autosport            | Honda     | 200   | +10.1016       | 6          | 26       |               | 28   |
| 17                    | 48       | Alex Tagliani         | A. J. Foyt Enterprises           | Honda     | 200   | +11.2151       | 7          | 20       | 2             | 27   |
| 18                    | 7        | James Jakes           | Schmidt Peterson Motorsports     | Honda     | 200   | +12.0431       | 8          | 19       |               | 24   |
| 19                    | 29       | Simona de Silvestro   | Andretti Autosport               | Honda     | 200   | +12.7328       | 8          | 18       |               | 22   |
| 20                    | 26       | Carlos Muñoz          | Andretti Autosport               | Honda     | 200   | +39.8346       | 8          | 11       | 3             | 21   |
| 21                    | 25       | Justin Wilson         | Andretti Autosport               | Honda     | 199   | +1 kör         | 8          | 6        | 2             | 19   |
| 22                    | 63       | Pippa Mann            | Dale Coyne Racing                | Honda     | 197   | +3 kör         | 11         | 25       |               | 16   |
| 23                    | 17       | Sebastián Saavedra    | Chip Ganassi Racing              | Chevrolet | 175   | Ütközés        | 6          | 27       |               | 14   |
| 24                    | 41       | Jack Hawksworth       | A. J. Foyt Enterprises           | Honda     | 175   | Ütközés        | 7          | 28       |               | 12   |
| 25                    | 4        | Stefano Coletti Ú     | KVSH Racing                      | Chevrolet | 175   | Ütközés        | 7          | 29       |               | 10   |
| 26                    | 10       | Tony Kanaan Gy        | Chip Ganassi Racing              | Chevrolet | 151   | Baleset        | 5          | 4        | 30            | 11   |
| 27                    | 19       | James Davison         | Dale Coyne Racing                | Honda     | 116   | Műszaki hiba   | 3          | 33       |               | 10   |
| 28                    | 18       | Tristan Vautier       | Dale Coyne Racing                | Honda     | 116   | Műszaki hiba   | 3          | 32       |               | 10   |
| 29                    | 32       | Oriol Servià          | Rahal Letterman Lanigan Racing   | Honda     | 112   | Ütközés        | 3          | 13       |               | 10   |
| 30                    | 20       | Ed Carpenter          | CFH Racing                       | Chevrolet | 112   | Ütközés        | 3          | 12       |               | 10   |
| 31                    | 88       | Bryan Clauson         | Jonathan Byrd's Racing           | Chevrolet | 61    | Ütközés        | 2          | 30       |               | 10   |
| 32                    | 8        | Sage Karam            | Chip Ganassi Racing              | Chevrolet | 0     | Ütközés        | 0          | 21       |               | 10   |
| 33                    | 43       | Conor Daly            | Schmidt Peterson Motorsports     | Honda     | 0     | Műszaki hiba   | 0          | 22       |               | 10   |
| HIVATALOS VÉGEREDMÉNY |          |                       |                                  |           |       |                |            |          |               |      |

| Jelzés | Jelentés        |
| ------ | --------------- |
| Ú      | Újonc           |
| Gy     | Korábbi győztes |

## Az összetett állása a verseny után
|   | Poz. | Versenyző          | Pont |
|   | 1    | Juan Pablo Montoya | 272  |
|   | 2    | Will Power         | 247  |
| 1 | 3    | Scott Dixon        | 211  |
| 1 | 4    | Hélio Castroneves  | 206  |
|   | 5    | Graham Rahal       | 204  |

|  | Poz. | Gyártó    | Pont |
|  | 1    | Chevrolet | 588  |
|  | 2    | Honda     | 553  |